# Lijst van afleveringen van Zone Stad
Dit is een lijst met afleveringen van de Vlaamse politieserie Zone Stad. De serie wordt zowel in Vlaanderen (VTM) als in Nederland (TROS) uitgezonden. In Nederland gebeurt dit vanaf seizoen 5 onder de titel Politie Antwerpen.

## Seizoen 1
Met: Guy Van Sande (Tom Segers), Katrien Vandendries (Dani Wauters), Ivan Pecnik (Wim Jacobs), Rudi Delhem (Ivo Celis), Tom Van Landuyt (Ronny Nijs), Robrecht De Roock (Jean Verbeken), Jan Van Looveren (Jean Bellon), Anne Mie Gils (An Treunen) en Els Trio (Gwennie Callens).
Het scenario werd dit gehele seizoen geschreven door G. D'Hena.
| Nr | Titel             | Eerste uitzending Vlaanderen | Eerste uitzending Nederland | Code  |
| -- | ----------------- | ---------------------------- | --------------------------- | ----- |
| 1  | Rosse John        | 13 december 2003             | 28 oktober 2007             | 01x01 |
| 2  | Hoederecht        | 20 december 2003             | 4 november 2007             | 01x02 |
| 3  | De Ramkraak       | 27 december 2003             | 11 november 2007            | 01x03 |
| 4  | Vluchtmisdrijf    | 3 januari 2004               | 18 november 2007            | 01x04 |
| 5  | De Antieke Kast   | 10 januari 2004              | 25 november 2007            | 01x05 |
| 6  | De Huisjesmelker  | 17 januari 2004              | 2 december 2007             | 01x06 |
| 7  | Moord in de Haven | 24 januari 2004              | 9 december 2007             | 01x07 |
| 8  | De Roemeen        | 1 februari 2004              | 16 december 2007            | 01x08 |
| 9  | De Pedofiel       | 7 februari 2004              | 28 maart 2009               | 01x09 |
| 10 | Bescherming       | 14 februari 2004             | 4 april 2009                | 01x10 |
| 11 | De Carjacking     | 21 februari 2004             | 11 april 2009               | 01x11 |
| 12 | Diamanten         | 28 februari 2004             | 18 april 2009               | 01x12 |
| 13 | Wraak             | 6 maart 2004                 | 25 april 2009               | 01x13 |

## Seizoen 2
Met: Guy Van Sande (Tom Segers), Katrien Vandendries (Dani Wauters), Ivan Pecnik (Wim Jacobs), Rudi Delhem (Ivo Celis), Tom Van Landuyt (Ronny Nijs), Robrecht De Roock (Jean Verbeken), Jan Van Looveren (Jean Bellon) en Anne Mie Gils (An Treunen) en Els Trio (Gwennie Callens).
Het scenario werd dit gehele seizoen geschreven door G. D'Hena.
| Nr | Titel                  | Eerste uitzending Vlaanderen | Eerste uitzending Nederland | Code  |
| -- | ---------------------- | ---------------------------- | --------------------------- | ----- |
| 14 | De Wijkagent           | 31 januari 2005              | 26 april 2009               | 02x01 |
| 15 | Pikkepik               | 7 februari 2005              | 3 mei 2009                  | 02x02 |
| 16 | Moord in het Park      | 14 februari 2005             | 10 mei 2009                 | 02x03 |
| 17 | De Ingenieur           | 21 februari 2005             | 17 mei 2009                 | 02x04 |
| 18 | Verkracht              | 28 februari 2005             | 24 mei 2009                 | 02x05 |
| 19 | De Ammoniakaanslag     | 7 maart 2005                 | 31 mei 2009                 | 02x06 |
| 20 | De Perfecte Moord      | 14 maart 2005                | 7 juni 2009                 | 02x07 |
| 21 | Het Biechtgeheim       | 21 maart 2005                | 14 juni 2009                | 02x08 |
| 22 | De Ontsnapte Gevangene | 28 maart 2005                | 21 juni 2009                | 02x09 |
| 23 | Heroïne                | 4 april 2005                 | 28 juni 2009                | 02x10 |
| 24 | De Engel des Doods     | 11 april 2005                | 5 juli 2009                 | 02x11 |
| 25 | Tess Vermist           | 18 april 2005                | 12 juli 2009                | 02x12 |
| 26 | Het Huwelijk           | 25 april 2005                | 19 juli 2009                | 02x13 |

## Seizoen 3
Met: Guy Van Sande (Tom Segers), Katrien Vandendries (Dani Wauters), Ivan Pecnik (Wim Jacobs), Rudi Delhem (Ivo Celis), Tom Van Landuyt (Ronny Nijs), George Arrendell (Jimmy N'Tongo), Jan Van Looveren (Jean Bellon), Anne Mie Gils (An Treunen), Warre Borgmans (Frederik Speltinckx) en Els Trio (Gwennie Callens).
Els Trio verlaat de serie na aflevering 32. Het scenario werd dit gehele seizoen geschreven door G. D'Hena
| Nr | Titel                       | Eerste uitzending Vlaanderen | Eerste uitzending Nederland | Code  |
| -- | --------------------------- | ---------------------------- | --------------------------- | ----- |
| 27 | Schijn Bedriegt             | 12 maart 2007                | 26 juli 2009                | 03x01 |
| 28 | De Nieuwe                   | 19 maart 2007                | 2 augustus 2009             | 03x02 |
| 29 | Babymoord                   | 26 maart 2007                | 9 augustus 2009             | 03x03 |
| 30 | Wapensmokkel                | 2 april 2007                 | 16 augustus 2009            | 03x04 |
| 31 | De Zegelring                | 9 april 2007                 | 23 augustus 2009            | 03x05 |
| 32 | De Doorbraak                | 16 april 2007                | 30 augustus 2009            | 03x06 |
| 33 | De Ontvoering               | 23 april 2007                | 6 september 2009            | 03x07 |
| 34 | Verdwenen met de Noorderzon | 30 april 2007                | 13 september 2009           | 03x08 |
| 35 | Inbraakgolf                 | 7 mei 2007                   | 20 september 2009           | 03x09 |
| 36 | Lijk in het Bos             | 14 mei 2007                  | 27 september 2009           | 03x10 |
| 37 | Geïnfiltreerd               | 21 mei 2007                  | 4 oktober 2009              | 03x11 |
| 38 | Manhunting                  | 28 mei 2007                  | 11 oktober 2009             | 03x12 |
| 39 | De Korpschef                | 4 juni 2007                  | 18 oktober 2009             | 03x13 |

## Seizoen 4
Met: Guy Van Sande (Tom Segers), Lien Van de Kelder (Fien Bosvoorde), Katrien Vandendries (Dani Wauters), Rudi Delhem (Ivo Celis), George Arrendell (Jimmy N'Tongo), Peter Van Asbroeck (Mike Van Peel), Werner De Smedt (Lucas Neefs), Tine Van den Brande (Kathy Vanparys), An Vanderstighelen (Els Buyens) en Warre Borgmans (Frederik Speltinckx).
Rudi Delhem verlaat de serie na aflevering 46. An Vanderstighelen vervoegt de hoofdcast vanaf aflevering 47.
| Nr | Titel                    | Eerste uitzending Vlaanderen | Eerste uitzending Nederland | Kijkcijfers Nederland | Scenario       | Regie                                  | Code  |
| -- | ------------------------ | ---------------------------- | --------------------------- | --------------------- | -------------- | -------------------------------------- | ----- |
| 40 | Schuld en Boete          | 1 september 2008             | -                           | -                     | Hilde Pallen   | Johan Gevers                           | 04x01 |
| 41 | De Spijkermoord          | 8 september 2008             | -                           | -                     | Koen Vermeiren | Johan Thiels, Jean-Paul Van Steertegem | 04x02 |
| 42 | Dubbel Spel              | 15 september 2008            | -                           | -                     | Hola Guapa     | Hans Herbots                           | 04x03 |
| 43 | De Kleine Prinses        | 22 september 2008            | -                           | -                     | Koen Vermeiren | Hans Herbots                           | 04x04 |
| 44 | Diamant                  | 29 september 2008            | -                           | -                     | Michel Sabbe   | Frank Tulkens                          | 04x05 |
| 45 | Onzichtbaar              | 6 oktober 2008               | -                           | -                     | Hilde Pallen   | Frank Tulkens                          | 04x06 |
| 46 | Horen, Zien en Zwijgen   | 13 oktober 2008              | -                           | -                     | Koen Vermeiren | Johan Thiels, Jean-Paul Van Steertegem | 04x07 |
| 47 | De Brouwerij             | 20 oktober 2008              | -                           | -                     | Gert Goovaerts | Johan Thiels                           | 04x08 |
| 48 | De Zondebok              | 27 oktober 2008              | -                           | -                     | Hola Guapa     | Hans Herbots                           | 04x09 |
| 49 | Baba Polley              | 3 november 2008              | -                           | -                     | Koen Tambuyzer | Hans Herbots                           | 04x10 |
| 50 | Oog om Oog               | 10 november 2008             | -                           | -                     | Koen Vermeiren | Frank Tulkens                          | 04x11 |
| 51 | Full House               | 17 november 2008             | -                           | -                     | Hola Guapa     | Frank Tulkens                          | 04x12 |
| 52 | Het Blijft in de Familie | 24 november 2008             | -                           | -                     | Koen Vermeiren | Johan Thiels                           | 04x13 |

## Seizoen 5
Met: Guy Van Sande (Tom Segers), Lien Van de Kelder (Fien Bosvoorde), Katrien Vandendries (Dani Wauters), George Arrendell (Jimmy N'Tongo), Peter Van Asbroeck (Mike Van Peel), Werner De Smedt (Lucas Neefs), Tine Van den Brande (Kathy Vanparys), An Vanderstighelen (Els Buyens) en Warre Borgmans (Frederik Speltinckx).
| Nr | Titel             | Eerste uitzending Vlaanderen | Eerste uitzending Nederland | Kijkcijfers Nederland | Scenario          | Regie             | Code  |
| -- | ----------------- | ---------------------------- | --------------------------- | --------------------- | ----------------- | ----------------- | ----- |
| 53 | De Gijzeling      | 1 maart 2010                 | 13 april 2012               | 1.211.000 kijkers     | Koen Tambuyzer    | Frank Tulkens     | 05x01 |
| 54 | Welpen en Wolven  | 8 maart 2010                 | 20 april 2012               | 1.255.000 kijkers     | Hola Guapa        | Frank Tulkens     | 05x02 |
| 55 | De laatste ronde  | 15 maart 2010                | 27 april 2012               | 1.064.000 kijkers     | Hola Guapa        | Maarten Moerkerke | 05x03 |
| 56 | Het schilderij    | 22 maart 2010                | 4 mei 2012                  | 1.245.000 kijkers     | Koen Tambuyzer    | Maarten Moerkerke | 05x04 |
| 57 | De Zwarte Madonna | 29 maart 2010                | 11 mei 2012                 | 1.057.000 kijkers     | Hola Guapa        | Johan Thiels      | 05x05 |
| 58 | Koud geserveerd   | 5 april 2010                 | 18 mei 2012                 | 1.027.000 kijkers     | Jan Schuermans    | Johan Thiels      | 05x06 |
| 59 | Ontsnapt          | 12 april 2010                | 1 juni 2012                 | 943.000 kijkers       | Koen Vermeiren    | Frank Tulkens     | 05x07 |
| 60 | Isoleercel        | 19 april 2010                | 29 juni 2012                | 915.000 kijkers       | Koen Tambuyzer    | Frank Tulkens     | 05x08 |
| 61 | King of Skate     | 26 april 2010                | 6 juli 2012                 | 946.000 kijkers       | Hola Guapa        | Maarten Moerkerke | 05x09 |
| 62 | De Club           | 3 mei 2010                   | 13 juli 2012                | 1.046.000 kijkers     | Stefaan Werbrouck | Maarten Moerkerke | 05x10 |
| 63 | De Stille Doder   | 10 mei 2010                  | 20 juli 2012                | 1.020.000 kijkers     | Ward Decaboter    | Johan Thiels      | 05x11 |
| 64 | Vergeten          | 17 mei 2010                  | 17 augustus 2012            | 588.000 kijkers       | Jan Schuermans    | Johan Thiels      | 05x12 |
| 65 | Verloren zonen    | 24 mei 2010                  | 24 augustus 2012            | 803.000 kijkers       | Hola Guapa        | Frank Tulkens     | 05x13 |

## Seizoen 6
Met: Guy Van Sande (Tom Segers), Lien Van de Kelder (Fien Bosvoorde), Katrien Vandendries (Dani Wauters), George Arrendell (Jimmy N'Tongo), Peter Van Asbroeck (Mike Van Peel), An Vanderstighelen (Els Buyens) en Werner De Smedt (Lucas Neefs).
| Nr | Titel             | Eerste uitzending Vlaanderen | Eerste uitzending Nederland | Kijkcijfers Nederland | Scenario          | Regie             | Code  |
| -- | ----------------- | ---------------------------- | --------------------------- | --------------------- | ----------------- | ----------------- | ----- |
| 66 | Angel Tears       | 28 februari 2011             | 31 augustus 2012            | 776.000 kijkers       | Koen Tambuyzer    | Maarten Moerkerke | 06x01 |
| 67 | De Aanslag        | 7 maart 2011                 | 7 september 2012            | 632.000 kijkers       | Stefaan Werbrouck | Maarten Moerkerke | 06x02 |
| 68 | Left Side Army    | 14 maart 2011                | 14 september 2012           | 909.000 kijkers       | Patrick Kreydt    | Johan Thiels      | 06x03 |
| 69 | Vuur/water        | 21 maart 2011                | 21 september 2012           | 757.000 kijkers       | Koen Tambuyzer    | Johan Thiels      | 06x04 |
| 70 | Rube Goldberg     | 28 maart 2011                | 28 september 2012           | 929.000 kijkers       | Michel Sabbe      | Indra Siera       | 06x05 |
| 71 | Kruisweg          | 4 april 2011                 | 26 oktober 2012             | 912.000 kijkers       | Koen Sonck        | Indra Siera       | 06x06 |
| 72 | Afscheid          | 11 april 2011                | 2 november 2012             | 958.000 kijkers       | Hilde Pallen      | Pieter Van Hees   | 06x07 |
| 73 | Rigor Mortis      | 18 april 2011                | 9 november 2012             | 915.000 kijkers       | Hola Guapa        | Pieter Van Hees   | 06x08 |
| 74 | In het Duister    | 25 april 2011                | 16 november 2012            | 993.000 kijkers       | Koen Sonck        | Frank Tulkens     | 06x09 |
| 75 | Fashion           | 2 mei 2011                   | 23 november 2012            | 808.000 kijkers       | Michel Sabbe      | Frank Tulkens     | 06x10 |
| 76 | Moeders en Hoeren | 9 mei 2011                   | 30 november 2012            | 1.016.000 kijkers     | Stefaan Werbrouck | Frank Tulkens     | 06x11 |
| 77 | Vriend of Vijand  | 16 mei 2011                  | 7 december 2012             | 1.136.000 kijkers     | Koen Tambuyzer    | Pieter Van Hees   | 06x12 |
| 78 | Privé             | 23 mei 2011                  | 7 december 2012             | 1.136.000 kijkers     | Koen Sonck        | Pieter Van Hees   | 06x13 |

## Seizoen 7
Met: Guy Van Sande (Tom Segers), Lien Van de Kelder (Fien Bosvoorde), Katrien Vandendries (Dani Wauters), George Arrendell (Jimmy N'Tongo), Peter Van Asbroeck (Mike Van Peel), An Vanderstighelen (Els Buyens) en Werner De Smedt (Lucas Neefs).
| Nr | Titel              | Eerste uitzending Vlaanderen | Eerste uitzending Nederland | Kijkcijfers Nederland | Scenario                       | Regie             | Code  |
| -- | ------------------ | ---------------------------- | --------------------------- | --------------------- | ------------------------------ | ----------------- | ----- |
| 79 | Black Mambas       | 27 februari 2012             | -                           | -                     | Stefaan Werbrouck              | Johan Thiels      | 07x01 |
| 80 | Toffe Pol          | 5 maart 2012                 | -                           | -                     | Koen Tambuyzer                 | Jeroen Dumoulein  | 07x02 |
| 81 | Myosotis           | 12 maart 2012                | -                           | -                     | Willem Wallyn                  | Jeroen Dumoulein  | 07x03 |
| 82 | Old School         | 19 maart 2012                | -                           | -                     | Dirk Nielandt                  | Frank Tulkens     | 07x04 |
| 83 | Gouden Handschoen  | 26 maart 2012                | -                           | -                     | Willem Wallyn                  | Frank Tulkens     | 07x05 |
| 84 | Game Over          | 2 april 2012                 | -                           | -                     | Koen Sonck                     | Maarten Moerkerke | 07x06 |
| 85 | Smeergeld          | 9 april 2012                 | -                           | -                     | Stefaan Werbrouck              | Maarten Moerkerke | 07x07 |
| 86 | Parkour            | 16 april 2012                | -                           | -                     | Koen Sonck                     | Frank Tulkens     | 07x08 |
| 87 | Bruiloftsklokken   | 23 april 2012                | -                           | -                     | Dirk Nielandt                  | Frank Tulkens     | 07x09 |
| 88 | Wiedergutmachung   | 30 april 2012                | -                           | -                     | Stefaan Werbrouck              | Johan Thiels      | 07x10 |
| 89 | Kermis             | 7 mei 2012                   | -                           | -                     | Koen Sonck                     | Johan Thiels      | 07x11 |
| 90 | Supervolle Maan I  | 14 mei 2012                  | -                           | -                     | Erik Lamens, Stefaan Werbrouck | Frank Tulkens     | 07x12 |
| 91 | Supervolle Maan II | 21 mei 2012                  | -                           | -                     | Koen Sonck, Stefaan Werbrouck  | Frank Tulkens     | 07x13 |

## Seizoen 8
Met: Guy Van Sande (Tom Segers), Kim Hertogs (Esther Mathijs), Katrien Vandendries (Dani Wauters), George Arrendell (Jimmy N'Tongo), Peter Van Asbroeck (Mike Van Peel), An Vanderstighelen (Els Buyens) en Werner De Smedt (Lucas Neefs).
George Arrendell verlaat de hoofdcast na aflevering 93, maar is in verschillende afleveringen nadien nog te zien in flashbacks.
| Nr  | Titel                   | Eerste uitzending Vlaanderen | Eerste uitzending Nederland | Kijkcijfers Nederland | Scenario          | Regie                | Code  |
| --- | ----------------------- | ---------------------------- | --------------------------- | --------------------- | ----------------- | -------------------- | ----- |
| 92  | Inch'Allah              | 4 maart 2013                 | -                           | -                     | Stefaan Werbrouck | Frank Tulkens        | 08x01 |
| 93  | Fucking Clowns          | 11 maart 2013                | -                           | -                     | Rudy Morren       | Johan Thiels         | 08x02 |
| 94  | Baby Browning           | 18 maart 2013                | -                           | -                     | Stefaan Werbrouck | Johan Thiels         | 08x03 |
| 95  | Love Boat               | 25 maart 2013                | -                           | -                     | Dirk Nielandt     | Dimitri Karakatsanis | 08x04 |
| 96  | Suicide Is Easy         | 1 april 2013                 | -                           | -                     | Michel Sabbe      | Dimitri Karakatsanis | 08x05 |
| 97  | Onder Voorwendsel       | 8 april 2013                 | -                           | -                     | Stefaan Werbrouck | Frank Tulkens        | 08x06 |
| 98  | Hartenjagen             | 15 april 2013                | -                           | -                     | Dirk Nielandt     | Frank Tulkens        | 08x07 |
| 99  | Final Countdown         | 22 april 2013                | -                           | -                     | Koen Vermeiren    | Johan Thiels         | 08x08 |
| 100 | Oude Liefde             | 29 april 2013                | -                           | -                     | Stefaan Werbrouck | Johan Thiels         | 08x09 |
| 101 | Burgerwacht             | 6 mei 2013                   | -                           | -                     | Dirk Nielandt     | Kurt Vervaeren       | 08x10 |
| 102 | Verrijzenis             | 13 mei 2013                  | -                           | -                     | Koen Vermeiren    | Kurt Vervaeren       | 08x11 |
| 103 | Gezichtsbedrog - deel 1 | 20 mei 2013                  | -                           | -                     | Stefaan Werbrouck | Frank Tulkens        | 08x12 |
| 104 | Gezichtsbedrog - deel 2 | 27 mei 2013                  | -                           | -                     | Stefaan Werbrouck | Frank Tulkens        | 08x13 |